# さなぎ粉
さなぎ粉（さなぎこ、蛹粉）は、絹を取る時の廃棄物であるカイコの蛹の死骸を、乾燥し粉末にしたもの。タンパク源として、魚の養殖や、釣りの餌として利用される。また、有機肥料として園芸に利用される。
粉砕の程度によって、細挽き、中挽き、粗挽きなどの種類がある。「ばらけ」などと呼ばれる純粋な粉末として利用するほか、養魚用のペレットに配合して利用する事も多い。
釣りの餌としては、湯を加えて練り餌にして使うが、安価で、保存性がありながら、集魚効果が比較的高いという特徴がある。集魚効果は独特の臭いによるものと思われる。
また、筌（うけ）を利用した漁の際にも、集魚効果を利用して餌として用いられる。